# İkinci Aşıqlı
İkinci Aşıqlı är en ort i Azerbajdzjan.   Den ligger i distriktet Bejläqan, i den centrala delen av landet, 200 km väster om huvudstaden Baku. İkinci Aşıqlı ligger 22 meter över havet och antalet invånare är 1 600.
Terrängen runt İkinci Aşıqlı är platt. Närmaste större samhälle är Beylagan, 8,7 km söder om İkinci Aşıqlı.
Trakten runt İkinci Aşıqlı består till största delen av jordbruksmark. Runt İkinci Aşıqlı är det ganska tätbefolkat, med 70 invånare per kvadratkilometer.